# Plaza Centenario (Birmingham)

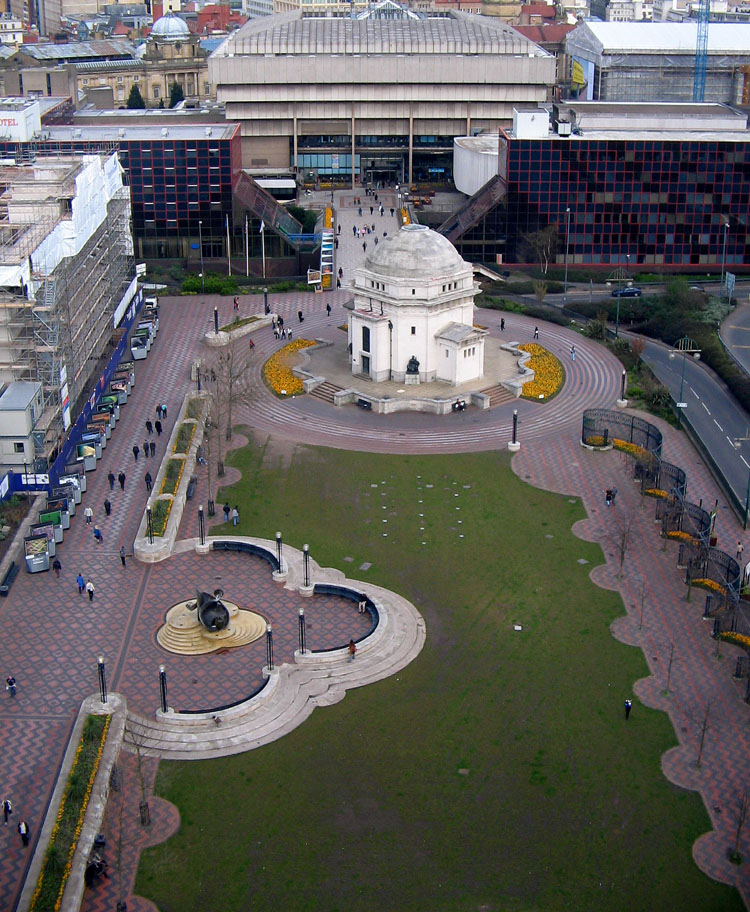
vista aérea de la Plaza Centenario en 2005

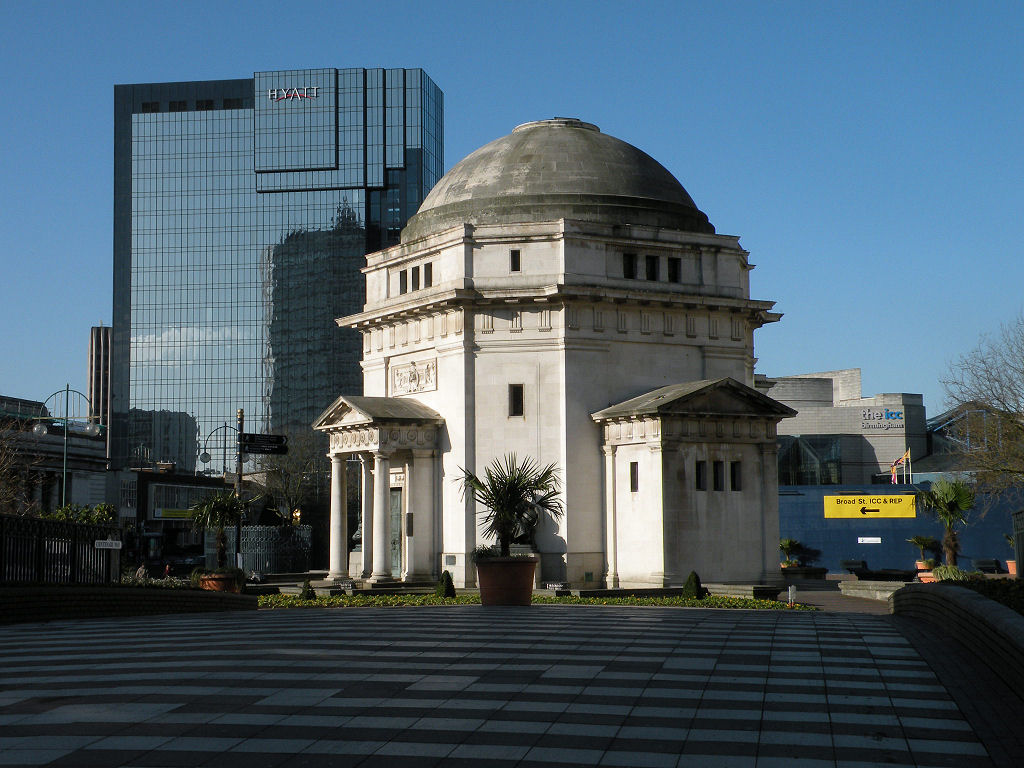
El Salón de la memoria, Plaza Centenario

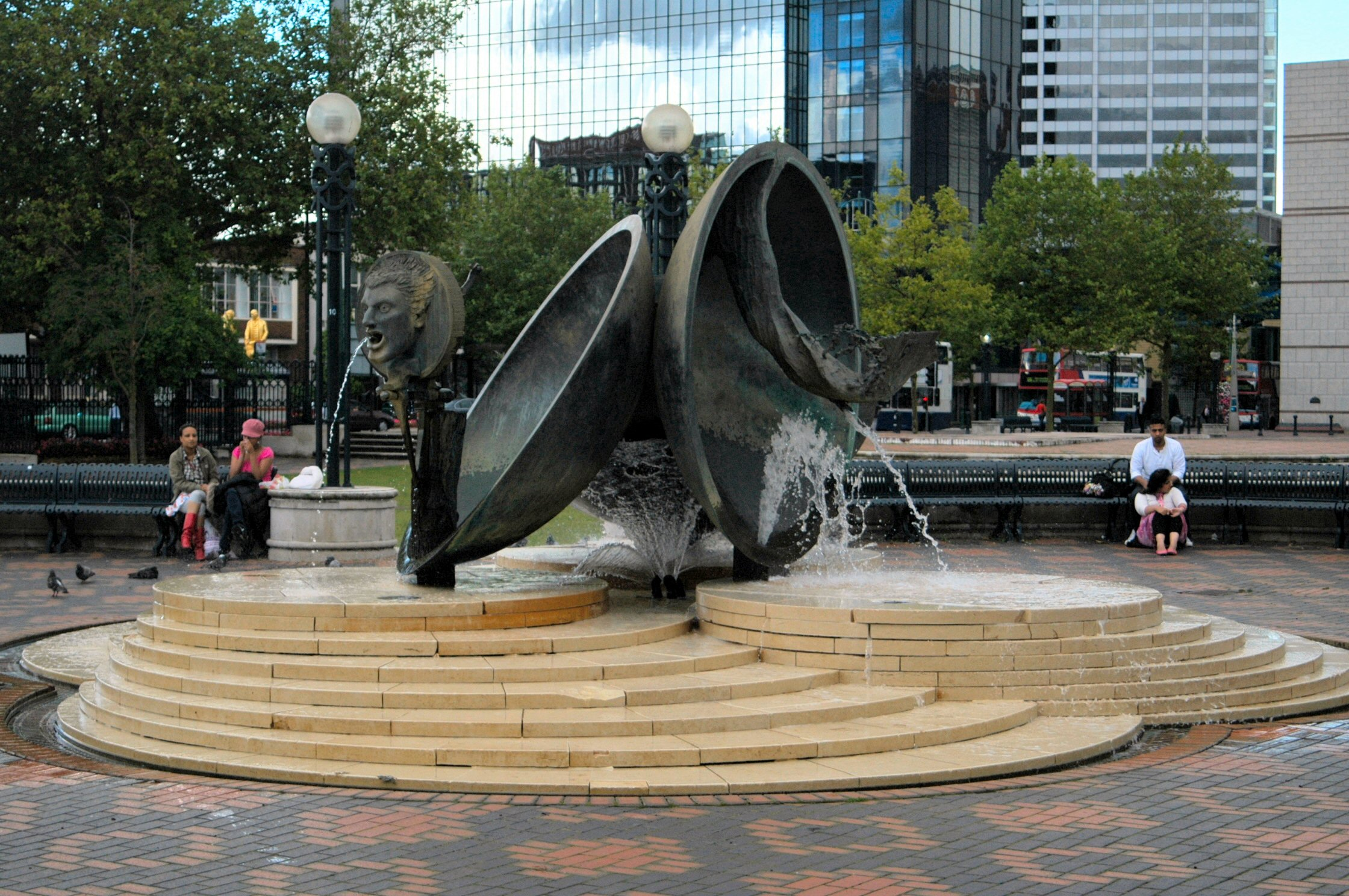
Espíritu & Empresa Escultura

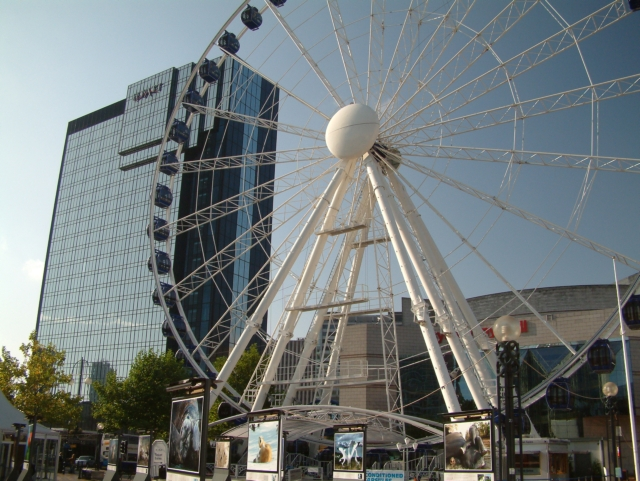
La Rueda de Birmingham

Plaza Centenario es una plaza pública sobre la amplia calle Broad ubicada en el centro de Birmingham, Inglaterra, nombrado en 1989 en la celebración del centenario de Birmingham que alcanza el estatus de ciudad en 1889.
El área fue comprada en el siglo XX por el consejo para la creación de un magnífico esquema cívico de incluir nuevas oficinas del consejo, la residencia del alcalde, la biblioteca pública y la sala de concierto. El esquema fue abandonado después de la llegada de la Segunda Guerra Mundial con sólo la mitad de la prevista Casa Baskerville de haber sido construida.
La plaza es una obra de arte en sí mismo, con el pavimento, barandillas y lámparas diseñadas por la artista Tess Jaray. El trabajo en la plaza costó £ 3.4 millones.
La plaza fue el centro de las celebraciones del milenio para la ciudad con el cantante, Cliff Richard, encendiendo un faro conocido como la Llama de Esperanza, que se sitúa entre la Casa Baskerville y el Teatro de Repertorio de Birmingham. Los problemas con el financiamiento causó la llama "perpetua" con regularidad se apaga, y con el tiempo fueron quitados.
La Biblioteca de Birmingham, inaugurada en septiembre de 2013, está entre la Casa Baskerville y el Teatro de Repertorio de Birmingham. "El Espíritu y la Fuente De la empresa" han sido removidos para darle cabida.

## Características
Todas las esculturas de la plaza fueron pagadas bajo el criterio de "por ciento para las Artes", que sólo forma parte de los costos de construcción, si las esculturas públicas forman al menos, el 1% del total del proyecto del edificio completo.
- Boulton, Watt and Murdoch (estatua Septiembre del 2006 dorado de nuevo)
- ¡Adelante!, una escultura de Raymond Mason que se dio a conocer en 1991. Costó £275,000.[4] Fue destruido por un incendio el 17 de abril de 2003.</ref> It was destroyed by arson on 17 April 2003.[5] Era conocido localmente como "la escultura Lurpak".[6]
- Teatro Birmingham Rep
- Industria y Genio(escultura), frente a la Casa Baskerville
- Centro Internacional de Convenciones y Symphony Hall
- Salón de la Memoria
- Hyatt Regency Hotel
- En el 2005 una rueda de la fortuna conocida localmente como la Rueda de Birmingham se contruyoó en la plaza para ofrecer puntos de vista para el público, La rueda finalmente se cerró el 5 de septiembre de 2006 y fue vendido a una empresa en Australia.
- Espítitu & Empresa (fuente, diseñada por Tom Lomax) Esta fuente actualmente es removida.
- 1914 estatua del rey Edward VII por Albert Toft, se trasladó a la plaza en noviembre del 2010.

## Transporte
El servicio de autobús se detiene con frecuencia en la plaza, y hay planes para extender la Línea Uno del Metro Midland para terminar en la Plaza Centenario en el 2017. La nueva parada del tranvía abriría el transporte público a la calle Broad y las reconstrucciones de oficinas que rodean.